# Soulby (Dacre)
Soulby – osada w Anglii, w Kumbrii. W 1870-72 wieś liczyła 66 mieszkańców.